# L'Aurora (Bouguereau)
L'Aurora è un dipinto a olio del 1881 del pittore francese accademico William-Adolphe Bouguereau che attualmente  si trova presso il Birmingham Museum of Art a Birmingham, negli Stati Uniti.

## Tema mitologico
L'artista, autore prolifico di opere a carattere mitologico, in questo caso rappresenta la divinità celeste Eos, personificazione dell'alba o "aurora del mondo", nome da cui prende il titolo il quadro.
Eos è, insieme con Helios e Selene (ovvero il Sole e la Luna), una triade di fratelli figli dei titani associati con le divinità del cielo degli antichi Greci. Era considerata anche essere la moglie del titano Astreo a cui aveva generato i venti Zefiro, Borea, Austro e Apeliote. In seguito generò anche Fosforo.
Il suo ruolo così come lo narra Omero, è quello di spalancare le porte del cielo al sole alla sua uscita quotidiana mattutina. Precedendo Helios nel suo carro celeste, opera per allontanare la notte e permettere così il sorgere dell'alba tutti i giorni.
Gli attributi della dea sono solitamente rappresentati nel carro che ella stessa conduce e nel peplo o mantello che la avvolge con cura. A volte nell'antica ceramica viene raffigurata in atteggiamento di lutto per la morte di suo figlio Memnone davanti alle mura di Troia a seguito del duello avvenuto contro l'eroe degli Achei Achille. Da quel dì piange inconsolabilmente e le sue lacrime formano la rugiada.
Sia Auguste Rodin che Henri Matisse hanno prodotto opere scultoree a tema sulla dea, mentre Agostino Carracci (nella Galleria Farnese) e François Boucher l'hanno dipinta mentre rapisce Cefalo.

## Descrizione
Come molti altri artisti a lui precedenti ma anche contemporanei, Bouguereau utilizza qui il tema come una scusa per rappresentare la dea nella sua nudità più sensuale, con la sua "coperta di luce" avvolta intorno al suo corpo, mente con i suoi baci ridona la vita ai fiori dopo la notte fredda appena trascorsa, che viene percepite e s'intuisce essere oramai ai suoi piedi.
La firma e data sono in basso a sinistra: W. BOUGUEREAU 1881